# Emmanuelle Gagliardi
Emmanuelle Gagliardi (Genève, 9 juli 1976) is een voormalig professioneel tennisspeelster uit Zwitserland. Gagliardi begon op negenjarige leeftijd met tennissen. Zij opereert het liefst vanaf de baseline op een hardcourt-ondergrond. Haar meest ontwikkelde slag is de dropshot. Zij was actief in het internationale tennis van 1994 tot en met 2008.

## Loopbaan

### Enkelspel
Gagliardi wist geen WTA-finale te bereiken. Wel was zij achtmaal halvefinaliste. Zij won acht titels op het ITF-circuit. Haar beste resultaat op de grandslamtoernooien is het bereiken van de vierde ronde, op Roland Garros 2005. Haar hoogste positie op de WTA-ranglijst is de 42e plaats, die zij bereikte in mei 2002.

### Dubbelspel
In deze discipline won Gagliardi vier titels op de WTA-tour. Zij bereikte daarnaast nog eens zes finales die zij verloor. Haar beste resultaat op de grandslamtoernooien is het bereiken van de halve finale, op het Australian Open 2003, samen met de Hongaarse Petra Mandula. Haar hoogste positie op de WTA-ranglijst is de 22e plaats, die zij bereikte in september 2004.

### Overig
Van 1997 tot en met 2008 kwam Gagliardi met onderbrekingen uit voor het Zwitserse Fed Cup-team – zij vergaarde daar een winst/verlies-balans van 23–9. Zij nam deel aan de Olympische spelen van 2000 in Sydney (enkelspel, en dubbelspel met Mirka Vavrinec) en die van 2008 in Peking (dubbelspel met Patty Schnyder). Na de Olympische spelen van 2008 stopte zij met beroepstennis.

## Posities op deWTA-ranglijst
Positie per einde seizoen:
| jaar | rang enkelspel | rang dubbelspel |
| ---- | -------------- | --------------- |
| 1992 | 675            | 606             |
| 1993 | 484            | 394             |
| 1994 | 330            | 499             |
| 1995 | 232            | 288             |
| 1996 | 123            | 248             |
| 1997 | 77             | 212             |
| 1998 | 105            | 256             |
| 1999 | 68             | 128             |
| 2000 | 97             | 220             |
| 2001 | 69             | 81              |
| 2002 | 61             | 83              |
| 2003 | 56             | 26              |
| 2004 | 104            | 22              |
| 2005 | 93             | 54              |
| 2006 | 113            | 79              |
| 2007 | 132            | 112             |
| 2008 | 256            | 175             |

## Resultaten grandslamtoernooien
| Legenda | Legenda                          |
| ------- | -------------------------------- |
| g.t.    | geen toernooi gehouden           |
| l.c.    | lagere categorie                 |
| –       | niet deelgenomen                 |
| G       | uitgeschakeld in de groepsfase   |
| 1R      | uitgeschakeld in de eerste ronde |
| 2R      | uitgeschakeld in de tweede ronde |
| 3R      | uitgeschakeld in de derde ronde  |
| 4R      | uitgeschakeld in de vierde ronde |
| KF      | uitgeschakeld in de kwartfinale  |
| HF      | uitgeschakeld in de halve finale |
| F       | de finale verloren               |
| W       | het toernooi gewonnen            |
| w-v     | winst/verlies-balans             |

### Enkelspel
| toernooi        | 1997 | 1998 | 1999 | 2000 | 2001 | 2002 | 2003 | 2004 | 2005 | 2006 | 2007 |
| --------------- | ---- | ---- | ---- | ---- | ---- | ---- | ---- | ---- | ---- | ---- | ---- |
| Australian Open | 1R   | 1R   | –    | 2R   | 3R   | 2R   | 2R   | 2R   | 1R   | 1R   | 1R   |
| Roland Garros   | 2R   | 2R   | 2R   | 2R   | 1R   | 1R   | 2R   | 1R   | 4R   | 2R   | 1R   |
| Wimbledon       | 2R   | 1R   | 1R   | 1R   | 3R   | 2R   | 2R   | 3R   | 1R   | 1R   | 1R   |
| US Open         | 1R   | 1R   | 1R   | 1R   | 1R   | 1R   | 1R   | 1R   | 1R   | –    | 1R   |

### Vrouwendubbelspel
| toernooi        | 1999 | 2000 | 2001 | 2002 | 2003 | 2004 | 2005 | 2006 | 2007 | 2008 |
| --------------- | ---- | ---- | ---- | ---- | ---- | ---- | ---- | ---- | ---- | ---- |
| Australian Open | –    | 1R   | –    | 2R   | HF   | KF   | 2R   | 2R   | –    | 2R   |
| Roland Garros   | –    | –    | 1R   | 1R   | 3R   | 1R   | 1R   | 2R   | 3R   | –    |
| Wimbledon       | 1R   | 1R   | 1R   | 1R   | 2R   | 3R   | 3R   | 2R   | 1R   | –    |
| US Open         | –    | –    | 2R   | KF   | 1R   | 2R   | 1R   | 1R   | –    | –    |

### Gemengd dubbelspel
| toernooi        | 2003 | 2004 | 2005 |
| --------------- | ---- | ---- | ---- |
| Australian Open | –    | 2R   | 1R   |
| Roland Garros   | 1R   | –    | 1R   |
| Wimbledon       | 1R   | 2R   | 2R   |
| US Open         | 1R   | KF   | –    |

## Palmares
| Legenda                |
| ---------------------- |
| Grandslamtoernooi      |
| Olympische Spelen      |
| Year-End Championships |
| Tier I                 |
| Tier II                |
| Tier III               |
| Tier IV & V            |

### WTA-finaleplaatsen enkelspel
geen

### WTA-finaleplaatsen vrouwendubbelspel
| nr.              | finale     | toernooi       | ondergrond | partner             | tegenstandsters                      | score         |         |
| ---------------- | ---------- | -------------- | ---------- | ------------------- | ------------------------------------ | ------------- | ------- |
| gewonnen finales |            |                |            |                     |                                      |               |         |
| 1.               | 2004-04-18 | WTA Estoril    | gravel     | Janette Husárová    | Olga Blahotová Gabriela Navrátilová  | 6-3, 6-2      | details |
| 2.               | 2004-09-26 | WTA Peking     | hardcourt  | Dinara Safina       | Gisela Dulko María Vento-Kabchi      | 6-4, 6-4      | details |
| 3.               | 2005-02-20 | WTA Bogota     | gravel     | Tina Pisnik         | Ľubomíra Kurhajcová Barbora Strýcová | 6-4, 6-3      | details |
| 4.               | 2005-10-02 | WTA Guangzhou  | hardcourt  | Maria Elena Camerin | Neha Uberoi Shikha Uberoi            | 7-6, 6-3      | details |
| verloren finales |            |                |            |                     |                                      |               |         |
| 1.               | 2001-01-06 | WTA Auckland   | hardcourt  | Barbara Schett      | Alexandra Fusai Rita Grande          | 6-7, 3-6      | details |
| 2.               | 2003-04-13 | WTA Estoril    | gravel     | Maret Ani           | Petra Mandula Patricia Wartusch      | 7-6, 6-7, 2-6 | details |
| 3.               | 2003-05-04 | WTA Bol        | gravel     | Patty Schnyder      | Petra Mandula Patricia Wartusch      | 3-6, 2-6      | details |
| 4.               | 2004-08-08 | WTA Stockholm  | hardcourt  | Anna-Lena Grönefeld | Alicia Molik Barbara Schett          | 3-6, 3-6      | details |
| 5.               | 2004-08-22 | WTA Cincinnati | hardcourt  | Anna-Lena Grönefeld | Jill Craybas Marlene Weingärtner     | 5-7, 6-7      | details |
| 6.               | 2006-10-08 | WTA Tasjkent   | hardcourt  | Maria Elena Camerin | Viktoryja Azarenka Tatjana Poetsjek  | forfait       | details |